# Зональність підземних вод
Зональність підземних вод — розташування підземних вод, яке сформувалося історично в залежності від широти місцевості або вертикального положення підземних вод.
Розрізняють:
- 1. Широтну зональність, яка виявляється головним чином у верхніх горизонтах. Притаманна ґрунтовим і неглибоким напірним підземним водам.
- 2. Вертикальну З.п.в., яка властива всьому геологічному розрізу. Підрозділяється на глибинну (басейни пластових вод) та висотну (масиви тріщинних вод).

## Зональність підземних вод геодинамічна
Зональність підземних вод геодинамічна — полягає у послідовній зміні по вертикалі зон з різним темпом водообміну. Зміна умов підземного стоку має закономірний характер і дозволяє виділити в басейнах пластових вод три умовні гідродинамічні зони: верхню, середню і нижню.
- Верхня зона, що знаходиться у сфері дренажу місцевої гідрографічної мережі та впливу сучасних кліматичних факторів, є зоною інтенсивного (вільного, активного) водообміну.
- Середня зона характерна уповільненим водообміном.
- Нижня охоплює найбільш глибокі частини розрізу басейнів пластових вод, де відновлення ресурсів підземних вод відбувається протягом геологічного часу.

## Зональність підземних вод гідрогеохімічна
Зональність підземних вод гідрогеохімічна — закономірна зміна з глибиною хімічного складу і мінералізації підземних вод. Потужність зони прісних вод змінюється у вертикальному розрізі від 0-10 м до 300—600 м, а в деяких міжгірських басейнах досягає 1000—2000 м і більше. Зона солоних вод характеризується потужністю від десятків метрів до 1000—2000 м. Потужність зони розсолів також змінюється в широких межах — від 0-10 м до 2000-3000 м і більше. У відповідності з мінералізацією геохімічні типи підземних вод змінюються зверху вниз, як правило, у такій послідовності (за аніонним складом): гідрокарбонатні — сульфатні — хлоридні. Інколи спостерігається інверсія — зменшення ступеня мінералізації підземних вод з глибиною (зворотна гідрогеохімічна зональність). Вона характерна для молодих артезіанських басейнів.